# 尿毒症
尿毒症（にょうどくしょう、英: Uremia）は、腎機能の低下（腎不全）の結果として起こる一連の症状。
これらの症状には、疲労感、吐き気、食欲不振、筋痙攣、かゆみ、むずむず脚症候群、錯乱、または息に尿のような臭いがすることなどがある。より重篤な合併症としては、硬膜下血腫、心膜炎、肺水腫などが挙げられる。

## 解説
この症状は急性または慢性の腎不全によって起こる可能性がある。これは、糖尿病、高血圧、腎動脈狭窄、溶血性尿毒症症候群、 IgA腎症、巣状分節性糸球体硬化症、膜性増殖性糸球体腎炎、または多発性嚢胞腎によって引き起こされ得る。基礎となるメカニズムには、通常腎臓で除去されるはずの老廃物の蓄積が関係している。尿毒症症状は通常、糸球体濾過率（GFR）が15mL/分未満の場合にのみ発生し、 GFRが正常値に近づくと、症状の程度は軽度になる可能性がある。
初期治療は一般的に透析治療がおこなわれる。赤血球が少ない患者には赤血球生成刺激剤が使用され、低カリウム食が推奨される場合がある。それでも回復が見込めない場合、腎臓移植が行われることもある。治療を受けない場合の予後は不良である。
ほとんどの人は腎機能が尿毒症の発症に必要なレベルまで低下する前に透析を開始するため、尿毒症の罹患率は不明である。 「尿毒症（uremia）」という用語は「urine（尿）in the blood」すなわち「血液中の尿」という意味を持つ。もともと腎不全によるあらゆる症状に使用されていたが、2000年代には体液過剰、電解質異常、赤血球減少症以外の症状にも使用されるようになった。この病気は1836年にリチャード・ブライトによって初めて記述された。